# جورج بيرس (لاعب كرة قاعدة)
جورج بيرس (بالإنجليزية: George Pierce)‏ هو لاعب كرة قاعدة أمريكي، ولد في 10 يناير 1888 في Shabbona Grove, Illinois ‏ في الولايات المتحدة، وتوفي في 11 أكتوبر 1935 في جوليت في الولايات المتحدة.

## وصلات خارجية
- جورج بيرس على موقعبيزبول رفرنس.كوم (الدوري الرئيسي) (الإنجليزية)
- جورج بيرس على موقعبيزبول رفرنس.كوم (الدوري الثانوي) (الإنجليزية)